# James Farm
James Farm est un groupe de jazz créé en 2009 et constitué de Joshua Redman, Aaron Parks, Matt Penman et Eric Harland.
Les musiciens n'ont pas expliqué l'origine du nom qu'ils ont choisi, bien qu'on puisse supposer que « James » vienne des initiales de leurs prénoms (Joshua Aaron Matt Eric).
Après leur premier concert au festival de jazz de Montréal, ils tournent pendant un an, rôdant les compositions du groupe. En août 2010, ils entrent en studio pour quatre jours d'enregistrement. Leur disque James Farm sort en 2011. Ils continuent à tourner en 2011 en Europe et aux États-Unis.
Leur musique cherche l'équilibre entre le travail de composition et la liberté de l'improvisation. Leurs compositions marquent un retour à la mélodie, et, comme le dit Michel Contat, qui n'est pas sans rappeler « la séduction du quartet de Dave Brubeck, ou du quintet de Miles Davis dans les années 1955-1958 : des thèmes qu'on a plaisir à entendre parce que notre oreille y est préparée par toute une culture mélodique ».
Ils accordent beaucoup d'importance à l'idée de groupe, dans lequel le tout est plus grand que les parties qui le composent.

## Discographie
- 2011 : James Farm (Nonesuch)
- 2014 : City Folk (Nonesuch)[4]

## Musiciens
- Joshua Redman : saxophone
- Aaron Parks : piano, claviers
- Matt Penman : contrebasse
- Eric Harland : batterie